# Badreddine al-Houthi
Badreddine al-Houthi (arabe : بدرالدين الحوثي)   né le  3 novembre 1926 et mort le 25 novembre 2010 également orthographié Badr al-Din al-Houthi était un homme politique yéménite et érudit musulman chiite zaïdite.

## Biographie
Il est né à Dahyan, Saada. Il est l'un des fondateurs du Parti de la vérité au Yémen et le chef spirituel du mouvement Ansar Allah (également appelé Mouvement Houthi). À la mort de son fils Hussein en 2004, il a brièvement pris la direction du mouvement. Il est le père d'Abdul-Malik al-Houthi, qui dirige actuellement Ansar Allah.